# الغذاء، الملابس والمأوى (فلم هندي)
الغذاء، الملابس والمأوى (بالإنجليزية: Roti Kapada Aur Makaan) (بالهندية: रोटी कपड़ा और मकान) هو فيلم درامي أكشن باللغة الهندية عام 1974 كتبه وأخرجه وأنتجه مانوج كومار، الذي يقوم أيضًا بالتمثيل في الفيلم. يعتمد عنوان الفيلم على العبارة الهندية التي تشير إلى الضروريات الأساسية للحياة، والتي انتشرت في أواخر الستينيات من قبل رئيسة الوزراء السابقة أنديرا غاندي، قبل الانتخابات العامة عام 1967.
تدور أحداث الفيلم حول عائلة يحاول بهارات (مانوج كومار) توفير احتياجاتها بعد الوقوع في صراع مالي. ويشارك في بطولة الفيلم أيضًا أميتاب باتشان في دور فيجاي، شقيق بهارات، وزينات أمان في دور شيتال، حبيبة بهارات، وموشومي تشاترجي في دور تولسي، صديقة بهارات الفقيرة، وشاشي كابور في دور موهان بابو، رجل الأعمال الثري. تم إعادة إنتاجه في الفيلم التيلجو جيفانا بوراتام، ولا يزال يعتبر مؤثرًا للغاية، وأحد أفضل أفلام بوليوود في عصره.

## حبكة
بعد تقاعد والده (كريشان داوان)، يقع على عاتق بهارات (مانوج كومار) مسؤولية رعاية عائلته المقيمة في دلهي. لديه شقيقان أصغر منه سناً يدرسان في الجامعة، فيجاي (أميتاب باتشان) وديباك (ديراج كومار) وشقيقة في سن الزواج، شامبا (مينا تي). على الرغم من أن بهارات حاصل على شهادة جامعية، إلا أن العمل الوحيد الذي يمكنه العثور عليه هو مغني بأجر منخفض، مما يسبب إحباطًا كبيرًا لصديقته شيتال (زينات أمان). في هذه الأثناء، يلجأ فيجاي إلى الجريمة كملاذ أخير لتوفير احتياجات الأسرة، ولكن بعد جدال مع بهارات، يغادر منزله للانضمام إلى الجيش.
تبدأ شيتال العمل كسكرتيرة لرجل الأعمال الغني موهان بابو (شاشي كابور) وينجذب إليها موهان. شيتال تحب بهارات ولكنها لا تستطيع أن تتخيل الحياة في فقر. أخيرًا يجد بهارات وظيفة كبناء لكنه يبدأ في إدراك أن شيتال تبتعد عنه ببطء. وبعد فترة قصيرة من استيلاء الحكومة على موقع البناء، يفقد وظيفته وتزداد مشاكله المالية. عندما يعرض موهان الزواج عليها، تقبل شيتال، مما يترك بهارات في حالة من الحزن. يفقد بهارات والده بعد فترة وجيزة ويصبح مدمرًا. يحرق شهادته على محرقة جنازة والده من شدة الإحباط.
في هذه الأثناء، وجدت شامبا خاطبًا، لكن بهارات ليس لديه المال لدفع تكاليف الزفاف. يشعر بهارات بالاكتئاب بسبب حالة حياته، لكنه سرعان ما يجد الخلاص من خلال مساعدة تولسي (موشومي تشاترجي) التي تعيش في فقر. كما أنه يصبح صديقًا لساردار هارنام سينغ (بريم ناث) الذي يأتي لإنقاذه عندما يحاول إنقاذ تولسي من عصابة من الأشرار. ثم يتلقى عرضًا من رجل أعمال فاسد يُدعى نيكيرام (مادان بوري) الذي يقنع بهارات بالقيام بأنشطته غير القانونية حتى يخرج هو وعائلته من الفقر، ويقبل.
ديباك ينضم إلى قوة الشرطة. يقرر بهارات، الذي يعمل لدى نيكيرام، إبلاغ الشرطة عن ممارساته الخاطئة. يكتشف نيكيرام الأمر ويقوم بإيقاع بهارات بدلاً منه. ديباك هو ضابط الشرطة المعين لإلقاء القبض على بهارات. يتعاون فيجاي مع بهارات لإيقاف نيكيرام. خلال هذا الصراع، تضحي شيتال بحياتها لأنها تندم على خطأها في اختيار الثروة بدلاً من حبها. في النهاية تمكن بهارات وفيجاي وديباك وموهان بابو وسردار هارنام سينغ من سجن نيكيرام وقواته. يرى بهارات شيتال في تولسي ويقبلها كزوجة له.

## الممثلون
- مانوج كومار في دور بهارات
- شاشي كابور في دور موهان بابو
- أميتاب باتشان في دور فيجاي
- زينات أمان في دور شيتال
- موشومي تشاترجي في دور تولسي
- بريم ناث في دور هارنام سينغ
- ديراج كومار في دور ديباك
- كاميني كوشال بدور والدة بهارات
- أرونا إيراني في دور بونام
- مادان بوري في دور نيكيرام
- كريشان داوان في دور والد بهارات
- مينا تي في دور شامبا
- سولوشانا في دور والدة موهان
- رازا مراد في دور حميد ميا
- راج ميهرا
- مانموهان
- سي إس دوبي
- دارشان لال
- براهم بهاردواج في دور رامشاند

## الموسيقى التصويرية
تم تأليف الموسيقى من قبل الثنائي لاكسميكانت-بياريلال والكلمات من قبل سانتوش أناند. كلمات مهنجاي مار جايي وهاي هاي يي مجبوري وبانديتجي ميري مارن كي باد كتبها فيرما مالك.
| #  | عنوان                       | المدة |
| -- | --------------------------- | ----- |
| 1. | "هاي هاي يي مجبوري"         | 04:16 |
| 2. | "ماين نا بهولونجا"          | 05:39 |
| 3. | "أور ناهين باس أور ناهين"   | 06:25 |
| 4. | "ميهنجاي مار جايي"          | 08:51 |
| 5. | "بانديتجي ميري مارن كي باد" | 06:10 |
| 6. | "ماين نا بهولونجا (حزين)"   | 06:00 |

## روابط خارجية
- الغذاء، الملابس والمأوى على موقع IMDb (الإنجليزية)
- الغذاء، الملابس والمأوى على موقع روتن توميتوز (الإنجليزية)
- الغذاء، الملابس والمأوى على موقع قاعدة بيانات الفيلم (الإنجليزية)
- الغذاء، الملابس والمأوى على موقع ليتربوكسد (الإنجليزية)
- الغذاء، الملابس والمأوى على موقع كينوبويسك (الروسية)